# Jon Skonvig
Jon Andersen Skonvig (Schonevig) (født ca. 1600 i Skånevik mellem Bergen og Stavanger, død foråret 1664 i Bråby ved Haslev) var en dansk-norsk præst og Ole Worms udsendte runetegner.
Han var søn af sognepræst, senere provst Anders Jonssøn og NN, blev immatrikuleret ved universitet i Greifswald 1622 og ved Københavns Universitet i 1626. Han blev skibspræst 1628 og ægtede 8. februar 1629 i København Maren Bentsdatter (død før 1664), datter af skipper Bent Svendsen.
Skonvigs tegninger blev udført i årene 1626-29 og blev publiceret i Worms Monumenta Danica i 1643. Skonvig udførte mere end 50 tegninger af runesten, og de er en værdifuld – og i mange tilfælde eneste – kilde til de mange danske og skånske runesten, som siden er gået tabt.
Dernæst var Skonvig sognepræst i Haslev og Bråby på Sjælland fra 1635 til sin død.